# Omnichord
Omnichord je elektronický hudební nástroj, který v roce 1981 představila japonská společnost Suzuki. Obvykle je vybaven dotykovou deskou a tlačítky pro durový kvintakord, mollový kvintakord a septakord. Nejzákladnější metodou hry na nástroj je stisknutí tlačítka pro akord a následně přejetí prstem nebo kytarovým trsátkem (pro napodobení hry na strunný nástroj) po dotykové desce. Omnichord byl původně navržen jako elektronická náhrada pro autoharfu, později se však stal populárním jako samostatný nástroj. Mezi hráče na tento nástroj patří například Brian Eno a Damon Albarn.